# Raiguer
|  | Per a altres significats, vegeu «El Raiguer». |

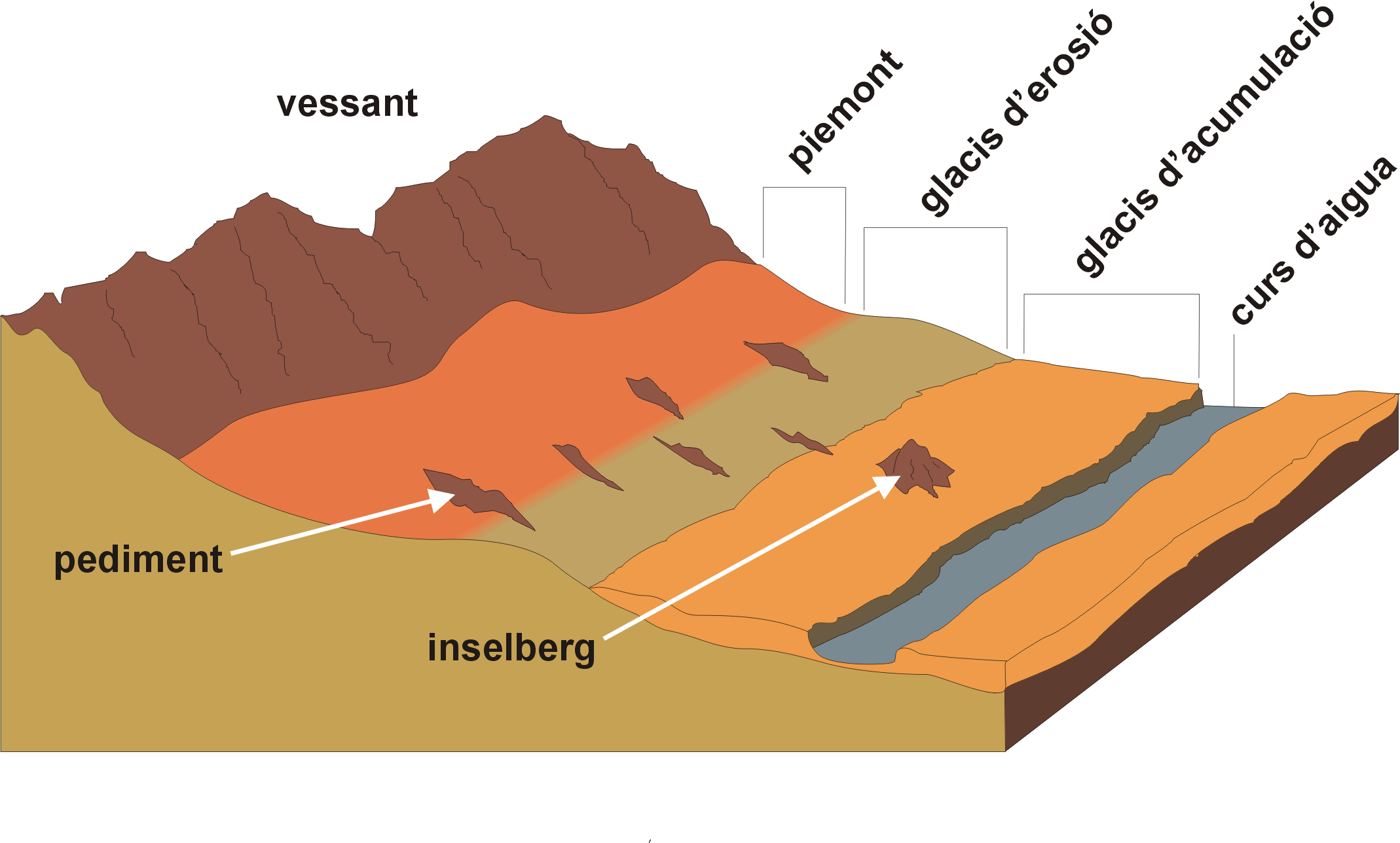
Esquema geomorfològic. Vessant i tipus de raiguer o glacis. Àrees muntanyoses i àrides.

Un raiguer, glacis o, peu de mont és, en geomorfologia, un pendent suau (menor del 10%) generalment format per la lixiviació i posterior deposició de les partícules fines d'un con de dejecció o d'un vessant. El raiguer o glacis és un pla lleugerament inclinat sempre envoltat de muntanyes.

## Tipus de raiguers o glacis (en terra ferma)

### Glacis d'erosió
Els glacis d'erosió (glacis nu, glacis d'ablació o glacis de denudació, segons autors), que equivalen als pediments dels autors anglosaxons, i que es caracteritzen perquè bisellen el substrat rocós i estan desproveïts de dipòsits. Es formen per erosió bàsicament laminar. Als glacis d'erosió o rocosos les muntanyes actuen com a àrea de captació de cabals hídrics i de rebles mobilitzats per aquests. De fet, els autors que diferencien entre glacis i pediment, més que en funció de la roca, ho fan en funció de l'edat geològica de la forma: els glacis o raiguers són quaternaris, mentre que els pediments son terciaris o encara més antics, requerint de llargs períodes per a la seva formació i tenen dimensions més grans.
Els glacis d'erosió també anomenats rocosos, són modelats per rierades difuses sobre rocam compacte in situ i mostra en la seua arrancada una separació amb els vessants dels relleus que els envolten. Resulten d'una eficaç desagregació de les roques durant els períodes secs i un escolament abundant concentrat en algunes rierades anuals, capaces d'agranar el recobriment generat per la meteorització.

### Glacis d'acumulació
Glacis d'acumulació (glacis recobert), que tenen una capa prima de cobertura integrada per detritus procedents de l'àrea font i on el gruix de la qual emmascara les irregularitats del substrat rocós, de manera que la superfície queda fossilitzada a sota. En dipòsits antics i amb clima àrid o semiàrid, un glacis d'acumulació pot presentar un sòl amb un horitzó petrocàlcic (crosta calcària), que protegeix la superfície de l'erosió i, com a element resistent del relleu, pot haver donat lloc a una inversió de relleu, quan s’hi encaixa la xarxa de drenatge. Als glacis d'acumulació o detrítics, els dipòsits arrossegats per rierada enllacen amb els relleus de la capçalera sense solució de continuïtat.
Els glacis d'acumulació també anomenats detrítics, són desenvolupats sobre depòsits arrossegats per rierada i enllacen amb els relleus de la capçalera sense trencament ni pendent. Resulten d'una fragmentació molt intensa dels afloraments rocosos en els mateixos relleus on s'inicien els sistemes de rierada, tot recobrint la roca in situ i generant un pla inclinat constituït per una formació detrítica de tipus col·luvial atenuat.

### Glacis mixts
Són els glacis que presenten característiques dels dos tipus (erosió i acumulació).

### Glacis d'ablació
Glacis d'ablació recobert (també anomenat glacis de sedimentació o pediment recobert) amb una cobertora d'arrossegalls de caràcter monogènic derivats del relleu muntanyós veí, que no modifica gens la seva forma.

## Glacis continental (submarí)

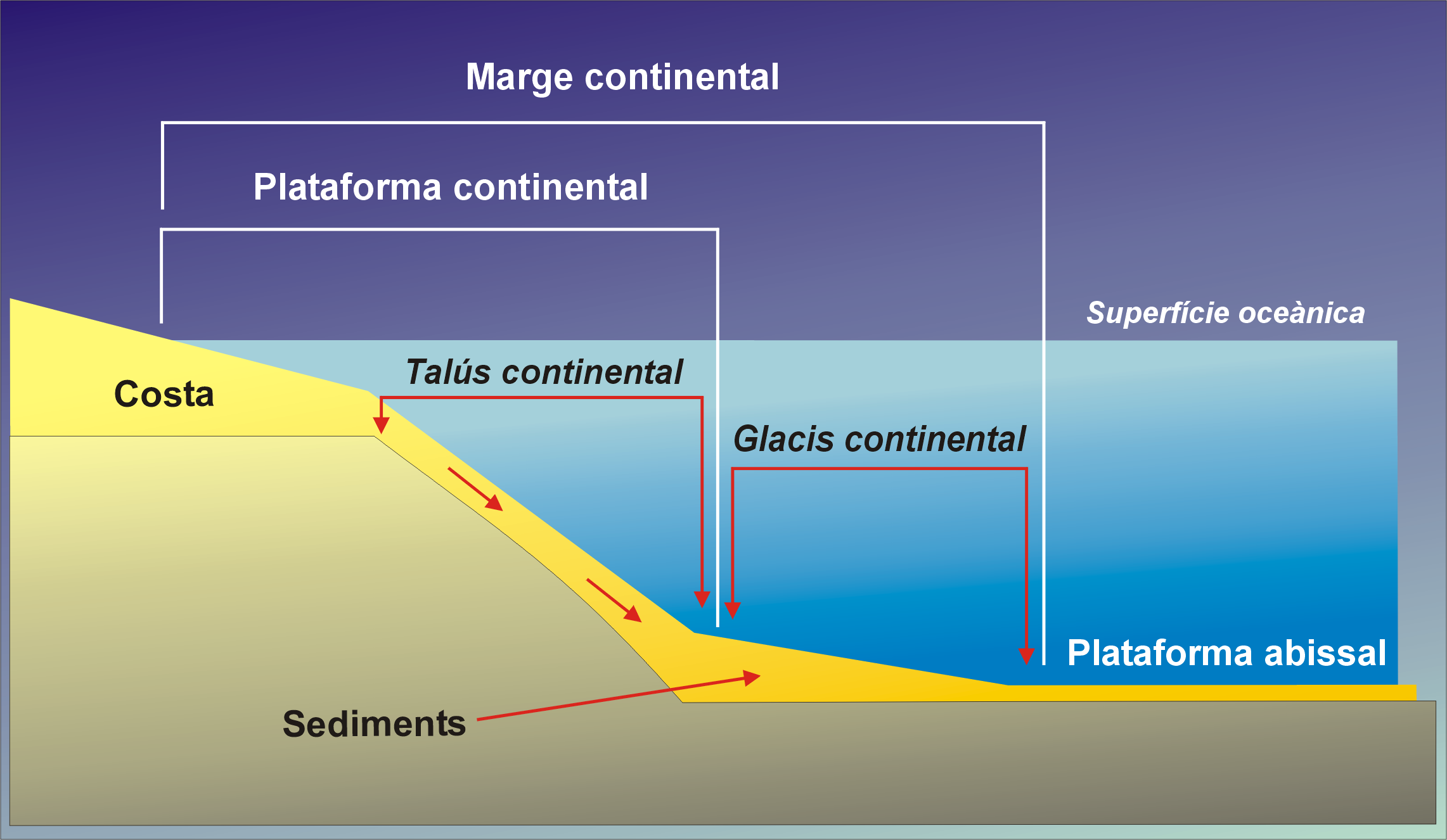
Esquema:Talús i glacis continental

Part més pregona i externa del marge continental submarí, situada entre el talús continental i la plana abissal, amb un declivi d’1:100 a 1:700 i amplades de centenars de km. Sovint es troba adossat a qualsevol altre relleu submarí de vessants rostos. El conjunt pot ésser d’origen estructural i pertànyer a una superfície d’erosió, però generalment és una superfície de sedimentació pertanyent a conoides submarins, més o menys coalescents, on els sediments poden ésser d’origen divers: corrents de turbiditat, olistòlits, mud flows, grain flows, slumps, rock falls, etc. (en continental rise, rise;es glacis continental;fr glacis continental).